# Gustavo Adolfo Bolívar
Gustavo Bolívar (Apartadó, Antioquia, Colombia; 16 de abril de 1985) es un futbolista colombiano que juega como mediocampista y  actualmente es Agente libre .

## Trayectoria
Debutó con el Envigado F. C. en el año 2004 donde estuvo hasta el año 2006 cuando el senador Camargo dueño del Deportes Tolima se fija en él y compra sus derechos deportivos, Gustavo llega a territorio ibaguereño en enero del 2007 y rápidamente se adueñó de la titular siendo un jugar destacado no solo del club sin que también de la liga en general a tal punto que fue convocado por el 'Bolillo' Gómez para jugar en la Copa América 2011, con el vinotinto y oro luego de 6 años habiendo disputado más de 200 partidos decide tomar nuevos rumbos y ficha con un club de la primera división de Arabia Saudita donde disputó 20 partidos en 6 meses.

## Selección Colombia
El 6 de junio de 2011 fue convocado por el técnico Hernán Darío Gómez para jugar en la Copa América 2011 que se realizó en Argentina. Esta fue su primera convocatoria con el combinado nacional.

### Participaciones enEliminatorias al Mundial
| Eliminatoria                         | Sede del Mundial | Posición      | Resultado   | PJ | GA | Asis |
| ------------------------------------ | ---------------- | ------------- | ----------- | -- | -- | ---- |
| Eliminatorias Mundial de Brasil 2014 | Brasil           | 2°lugar 30pts | Clasificado | 2  | 0  | 0    |

### Participaciones enCopas América
| Copa América      | Sede      | Resultado        | PJ | GA | Asis |
| ----------------- | --------- | ---------------- | -- | -- | ---- |
| Copa América 2011 | Argentina | Cuartos de final | 1  | 0  | 0    |

## Clubes
| Club              | País           | Año         |
| ----------------- | -------------- | ----------- |
| Envigado F. C.    | Colombia       | 2004 - 2006 |
| Deportes Tolima   | Colombia       | 2007 - 2012 |
| Al-Hilal          | Arabia Saudita | 2013        |
| Rionegro Águilas  | Colombia       | 2013        |
| Deportivo Cali    | Colombia       | 2014        |
| Deportivo Pasto   | Colombia       | 2015        |
| Cúcuta Deportivo  | Colombia       | 2015        |
| Alianza Petrolera | Colombia       | 2017        |
| CA Independiente  | Panamá         | 2018 - 2020 |

## Estadísticas
| Club                 | Temporada           | Liga  | Liga  | Copa Nacional | Copa Nacional | Copa Internacional | Copa Internacional | Total | Total |
| Club                 | Temporada           | Part. | Goles | Part.         | Goles         | Part.              | Goles              | Part. | Goles |
| -------------------- | ------------------- | ----- | ----- | ------------- | ------------- | ------------------ | ------------------ | ----- | ----- |
| Envigado Fútbol Club | 2004/06             | 38    | 3     | -             | -             | -                  | -                  | 38    | 3     |
| Envigado Fútbol Club | Total               | 38    | 3     | 0             | 0             | 0                  | 0                  | 38    | 3     |
| Deportes Tolima      | 2007/08             | 63    | 1     | 4             | 0             | 1                  | 0                  | 68    | 1     |
| Deportes Tolima      | 2009                | 32    | 2     | 8             | 0             | -                  | -                  | 40    | 2     |
| Deportes Tolima      | 2010                | 22    | 1     | 3             | 0             | 5                  | 0                  | 30    | 1     |
| Deportes Tolima      | 2011                | 35    | 1     | 3             | 1             | 7                  | 0                  | 45    | 2     |
| Deportes Tolima      | 2012                | 38    | 2     | 3             | 0             | 4                  | 0                  | 45    | 2     |
| Deportes Tolima      | Total               | 190   | 7     | 18            | 1             | 17                 | 0                  | 223   | 8     |
| Al-Hilal             | 2013                | 10    | 0     | 3             | 0             | 7                  | 0                  | 20    | 0     |
| Al-Hilal             | Total               | 10    | 0     | 3             | 0             | 7                  | 0                  | 20    | 0     |
| Rionegro Águilas     | 2013                | 16    | 1     | 0             | 0             | 4                  | 1                  | 20    | 2     |
| Rionegro Águilas     | Total               | 16    | 1     | 0             | 0             | 4                  | 1                  | 20    | 2     |
| Deportivo Cali       | 2014                | 14    | 1     | 7             | 0             | 3                  | 0                  | 24    | 1     |
| Deportivo Cali       | Total               | 14    | 1     | 7             | 0             | 3                  | 0                  | 24    | 1     |
| Deportivo Pasto      | 2015                | 18    | 0     | 1             | 0             | -                  | -                  | 19    | 0     |
| Deportivo Pasto      | Total               | 18    | 0     | 1             | 0             | 0                  | 0                  | 19    | 0     |
| Cúcuta Deportivo     | 2015                | 18    | 3     | 0             | 0             | -                  | -                  | 18    | 3     |
| Cúcuta Deportivo     | Total               | 18    | 3     | 0             | 0             | 0                  | 0                  | 18    | 3     |
| Alianza Petrolera    | 2017                | 8     | 1     | 6             | 0             | -                  | -                  | 14    | 1     |
| Alianza Petrolera    | Total               | 8     | 1     | 6             | 0             | 0                  | 0                  | 14    | 1     |
| CA Independiente     | 2018                | 34    | 0     | 0             | 0             | 4                  | 0                  | 34    | 0     |
| CA Independiente     | Total               | 34    | 0     | 0             | 0             | 4                  | 0                  | 38    | 0     |
| Total en su carrera  | Total en su carrera | 313   | 16    | 35            | 1             | 31                 | 1                  | 394   | 18    |

## Palmarés

### Campeonatos nacionales
| Título                  | Equipo             | País     | Año  |
| ----------------------- | ------------------ | -------- | ---- |
| Superliga de Colombia   | Deportivo Cali     | Colombia | 2014 |
| Liga Panameña de Fútbol | C.A. Independiente | Panamá   | 2019 |